# Fridericia heliota
Fridericia heliota (лат.) — вид малощетинковых червей из семейства энхитреид (Enchytraeidae), имеющих АТФ-зависимую люциферин-люциферазную биолюминесцентную систему.
Видовое название дано в честь древнегреческого бога Гелиоса.
Небольшие почвенные черви, длиной около 2 см и массой тела не более 2 мг, излучающие голубой свет (478 нм) в ответ на механическое раздражение.
Они живут в верхнем слое почвы в сибирской тайге и питаются растительными остатками. Почва в среде обитания Fridericia heliota тёмная и состоит из торфа, перегноя и суглинка, с рН от 6,1 до 6,4.
В 2000 годах были выбраны вручную из почвы и обработаны несколько сотен тысяч червей. Из полученной биомассы выделены компоненты биолюминесцентной системы — люциферин и люцифераза. Открытый люциферин Friericia heliota прост в химическом синтезе, исключительно стабилен (сохраняет свою активность в течение месяцев в растворе) и, в отличие от люциферина бактерий, не токсичен.